# Coulvain
Coulvain – miejscowość i dawna gmina we Francji, w regionie Normandia, w departamencie Calvados. W dniu 1 stycznia 2016 roku z połączenia dwóch ówczesnych gmin – Coulvain oraz Saint-Georges-d'Aunay – powstała nowa gmina Seulline. W 2013 roku populacja Coulvain wynosiła 386 mieszkańców. 